# Concession de Vieux-Condé
La concession de Vieux-Condé est une des concessions du bassin minier du Nord-Pas-de-Calais, instituée dans le Nord-Pas-de-Calais, en France. À l'inverse d'autres concessions, elle a une histoire longue et semée d'embuches. Instituée le 14 octobre 1749, elle a été attribuée à Emmanuel de Croÿ-Solre qui l'a mise à disposition de Jean-Jacques Desandrouin qui l'exploite via la Société Desandrouin-Cordier. Elle couvre les territoires de Vieux-Condé et Condé-sur-l'Escaut, mais elle est étendue le 21 avril 1751 pour englober Hergnies. 
Pendant la période d'exploitation par la Société Desandrouin-Cordier, douze puits sont creusés sur la concession, mais huit sont abandonnés à l'état d'avaleresses ou inexploités. Les autres puits constituent les fosses des Trois Arbres, du Gros Caillou et Saint-Thomas.
Le 19 novembre 1757, la Société Desandrouin-Cordier, la Société Desandrouin-Taffin et la Société de Cernay fusionnent, ce qui entraîne la fondation de la Compagnie des mines d'Anzin. Cette dernière possède alors plusieurs concessions. Elle multiplie les ouvertures de puits sur le territoire. L'arrêt du 19 mars 1799 confirme la propriété de la concession à la Compagnie d'Anzin. Cette concession est finalement étendue en 1855.
Après la nationalisation, l'extraction cesse le 30 décembre 1988 à la fosse Ledoux. L'arrêté du ministre de l'Économie, des Finances et de l'Emploi Christine Lagarde en date du 25 septembre 2007 accepte la renonciation de Charbonnages de France à la concession de Vieux-Condé.

## Institution et étendue
Avertis par les exigences du prince de Croÿ relativement à la seigneurie de Fresnes, les frères Desandrouin ne se sont pas d'abord adressés à l'autorité royale, mais directement au seigneur haut-justicier. Cependant, un arrêt du conseil du 14 janvier 1744 est venu défendre l'extraction de la houille sans la permission du contrôleur-général des finances, à toutes personnes, même aux seigneurs hauts-justiciers. La nouvelle compagnie a alors voulu, pendant qu'elle se livre aux recherches, se faire donner une concession royale que M. de Croÿ se charge de solliciter lui-même.

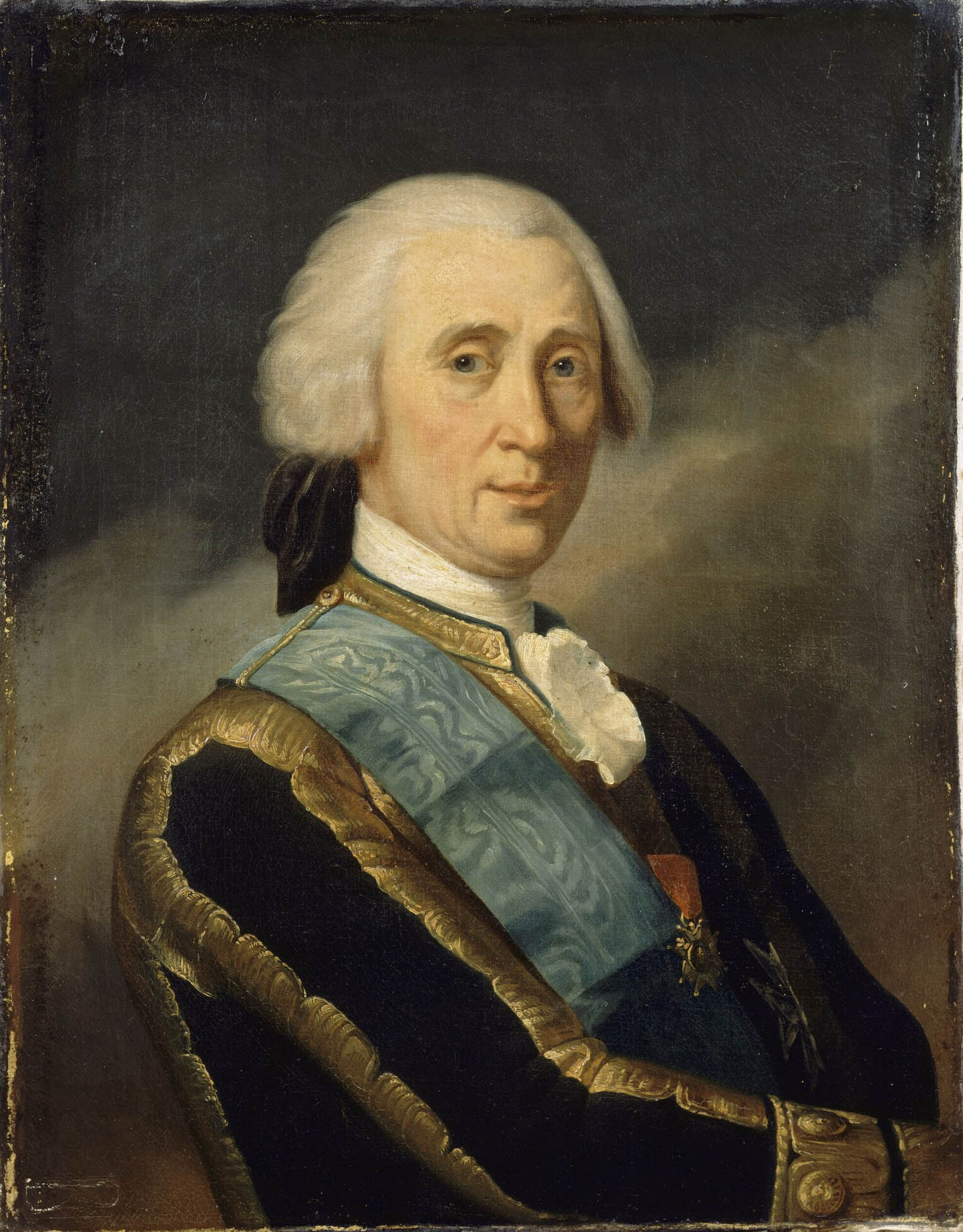
Emmanuel de Croÿ-Solre.

À cet effet, le prince Emmanuel de Croÿ-Solre présente au Conseil d'État une première requête dans laquelle il expose : que l'extraction qui se fait aux environs de Valenciennes par Jean-Jacques Desandrouin et compagnie ne suffit pas à la consommation ; que lui, prince de Croÿ, suivant les coutumes et chartes du pays, peut faire extraire du charbon de ses terres de Condé et Vieux-Condé ; qu'il en a fait faire la recherche depuis 1741, ce qui l'a exposé à une dépense prodigieuse. Mais que craignant d'être troublé dans son travail, attendu les dispositions du règlement de 1744, « il requerrait qu'en approuvant les ouvertures de fosses et les extractions de charbon qu'il avait fait faire dans ses terres de Condé et Vieux-Condé, il plût à sa majesté, déclarer commun pour l'établissement fait par le suppliant dans ses terres de Condé et Vieux-Condé, les exemptions et remises de droits qui ont été accordées aux entrepreneurs des mines de charbon de terre ouvertes près de Condé et Valenciennes ». Et, par arrêt du 14 octobre 1749, le roi permet au prince de Croÿ, ses hoirs ou ayant-cause, de faire fouilles et exploiter, exclusivement à tous autres, les mines de charbon « dans l'étendue de ses terres de Condé et Vieux-Condé au-delà de l'Escaut », sans limitation de temps, et lui accorde, jusqu'au 1er juillet 1760, les mêmes exemptions que celles dont jouit la Société Desandrouin-Taffin. La concession est dénommée concession de Vieux-Condé.
Dans une seconde requête, le prince de Croÿ expose que, depuis l'arrêt de 1749, il a continué à faire travailler sans beaucoup de succès ; qu'il a découvert une veine ; mais que cette veine « prenant sa direction vers le village d'Hergnies qui est enclavé dans ses terres de Condé et Vieux-Condé, et qui est le seul terrain restant sur la rive droite de l'Escaut, il craindrait encore que ce lui soit tout à fait hors des privilèges accordées au sieur Desandrouin et compagnie, d'être troublé dans son exploitation, sous le prétexte de défaut de dénomination dans l'arrêt du 14 octobre 1749 » ; en conséquence, il demande le droit de tirer du charbon sur Hergnies, avec les mêmes privilèges. Un arrêt du 20 avril 1751 lui accorde l'autorisation de fouiller et d'exploiter dans tout le territoire du village d'Hergnies. M. de Croÿ se pose dans ces requêtes comme ayant fait les recherches et la découverte à Vieux-Condé, alors que ce n'est pas le cas.

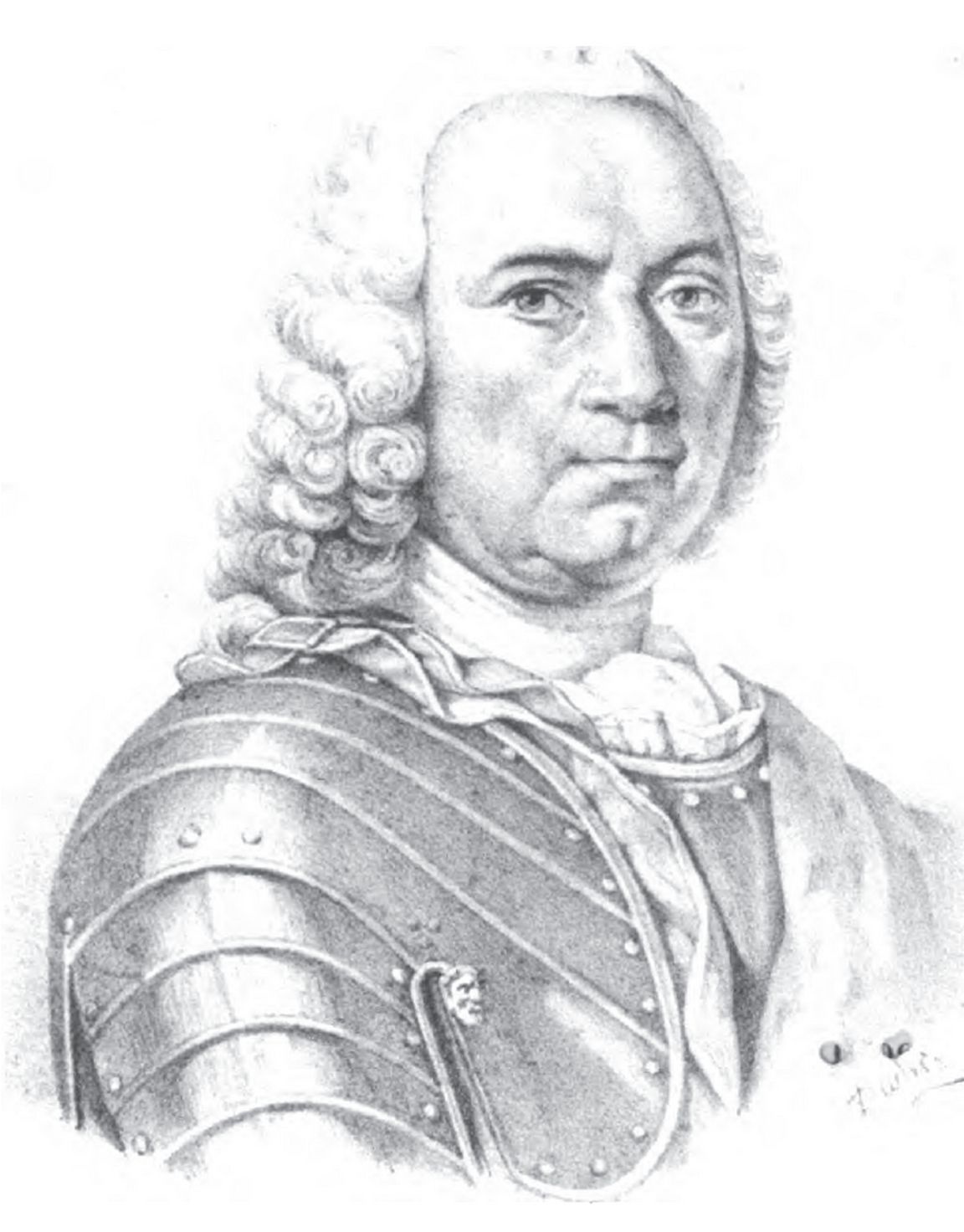
Jean-Jacques Desandrouin.

### Opinion sur les arrêts de concession
Édouard Grar suppose que Jean-Jacques Desandrouin, qui s'est séparé, pour cette exploitation, de Pierre Taffin, a quelques raisons de ne pas apparaître dans cette affaire. Qu'associé au bailli du prince, il a obtenu que ce dernier se fasse donner la concession, pour plus tard faire reconnaître la société exploitante comme véritable concessionnaire,.
Édouard Grar suppose aussi que M. de Croÿ avait voulu que les arrêts soient en son nom. Et, en effet, dans le traité fait entre lui et Desandrouin, il est stipulé que ce dernier pourrait abandonner et cesserait alors de devoir la rente convenue. Or, si, après avoir obtenu pour Desandrouin l'autorisation d'exploiter conformément au traité, ce dernier abandonnait, il aurait fallu au prince une nouvelle concession royale, soit pour exploiter lui-même, soit pour céder son droit à un autre. En obtenant l'arrêt à son nom, celui-ci avait la possibilité de servir dans toutes les hypothèses, et Jean-Jacques Desandrouin n'a rien à craindre, puisqu'il est garanti par le traité fait avec le prince.

### Limites de la concession

#### Points incontestables
De manière incontestable, Édouard Grar rapporte que la concession de Vieux-Condé n'empiète en aucun point sur celle accordée à la Société Desandrouin-Taffin. Non seulement parce que Jean-Jacques Desandrouin n'allait pas demander ce qu'il avait déjà obtenu, mais également parce que Condé et Vieux-Condé sont situées au-delà de l'Escaut, et donc non compris dans l'autre concession. Le gouvernement a voulu que l'Escaut serve de limite à la concession, et qu'elle ne comprenne aucun des terrains en deçà. L'arrêt de 1749 est positif : il accorde la concession des terres de Condé et Vieux-Condé au-delà de l'Escaut, et, dans la requête de l'arrêt de 1751, on prend soin de dire qu'Hergies est ce qui reste de terrain au-delà de l'Escaut.

#### Explication du mot terres
Le mot terres est ici synonyme de seigneuries, et ne peut pas s'appliquer seulement aux terres personnelles du prince, premièrement parce que ce mot a toujours cette première signification, et jamais la seconde, dans les arrêts de concession données pour le Hainaut ; deuxièmement, parce que la demande de cette concession royale a été faite par le prince évidemment pour valider celle accordée par lui à Jean-Jacques Desandrouin ; troisièmement, parce que la demande du prince est accordée dans les termes de la requête (ses terres de Condé et Vieux-Condé), sauf la seule restriction de ce qui pourrait se trouver en deçà de l'Escaut.

#### Application des mots au-delà de l'Escaut
Cette restriction s'applique à trois portions des seigneuries de Condé ou Vieux-Condé : premièrement, à la partie de Vieux-Condé qui, à gauche de Condé, est alors sur la rive gauche de l'Escaut ; deuxièmement, à la partie de Condé située entre l'Escaut et le Honneau ; troisièmement, à la partie située à la gauche du chemin allant de Condé à Bonsecours.
Il est évident que la partie de Vieux-Condé située alors sur la rive gauche de l'Escaut, aujourd'hui sur la droite depuis le redressement de la rivière, est exclue de la concession comme en deçà de l'Escaut. Mais il n'en est pas de même des deux autres parties qui sont évidemment à la rive droite, et conséquemment au-delà. On a dit en vain à l'égard de la première de ces deux parties de Condé qu'elle était comprise dans la concession de la Société Desandrouin-Taffin. C'est une erreur de fait, puisqu'elle n'était pas du ressort du Hainaut lors de l'octroi de la concession, et que cette dernière ne s'étendait qu'au Hainaut seulement. On a dit en vain de la seconde partie qu'elle n'est pas au-delà de l'Escaut, mais au-delà de la Haisne, rivière importante dont il n'a pas été possible d'omettre l’existence. C'est une double erreur, de langage et d'appréciation. Erreur de langage, parce qu'au-delà signifie seulement plus loin, de l'autre-côté, sans emporter l'idée d'un contact immédiat ; erreur d'appréciation, parce que la présence de la Haisne, rivière peu importante, relativement à l'Escaut, n'empêche pas les terres qu'elle traverse d'être dites au-delà de l'Escaut.

#### Étendue des seigneuries deM.de Croÿ
Édouard Grar examine une dernière question : tout le territoire de Condé et Vieux-Condé, c'est-à-dire tout ce qui se trouve (y compris Hergnies) de non concédé aux premiers entrepreneurs, entre l'Escaut et les limites de l'Autriche, est-il de la haute-justice de M. de Croÿ ? Édouard Grar indique qu'il faudrait des volumes pour reproduire tout ce qui a été écrit à cet égard, mais que l'affirmative est de notoriété publique si bien avant qu'après l'acte de concession. Par un mémoire antérieur de l'intendant de Flandre, six villages ou hameaux, outre les terres de l'inondation, constituent les dépendances de Condé. De ces six villages, trois sont de la banlieue de la ville. Le magistrat de Condé a seul juridiction dans la ville, dont le prince de Croÿ est seigneur-propriétaire, aussi bien que des trois-quarts du bois, dont le roi à l'autre quart. D'après les calendriers publiés annuellement pour le gouvernement de Flandres à partir de 1760 jusqu'à la révolution, le prince de Croÿ est seigneur des deux fiefs de Condé depuis 1560. Il nomme les officiers du bailliage et du magistrat, et on ne trouve nulle part aucune trace d'officiers quelconques exerçant une juridiction quelconque sur Condé ou Vieux-Condé au nom d'un autre seigneur.
De plus, si M. de Croÿ n'était pas propriétaire des deux seigneuries de Condé, il est du moins, cela n'est pas contesté, engagiste de la portion dont le roi a la propriété. Or, en Hainaut, l'engagiste d'une seigneurie exerce tous les droits du seigneur-propriétaire, même si ce seigneur est le roi, et notamment les droits relatifs aux mines de houille, comme il a été jugé par l'arrêt du conseil pour la seigneurie d'Aniche. Les terres de M. de Croy sont donc spécialement, par rapport à l'extraction de houille, non seulement celle dont il est le seigneur-propriétaire, mais encore toutes celles dont il est engagiste, en un mot toutes celles dont il a la haute justice, et il l'a sur toutes.

#### Conséquences
La concession de Vieux-Condé est bornée au sud par l'Escaut à la gauche de Condé, et par la concession de la société Desandrouin-Taffin par la droite, et partout ailleurs par les terres autrichiennes.

#### Raisons de l'interprétation donnée
Cette interprétation est la seule rationnelle par deux motifs : premièrement, le gouvernement n'a aucune raison d'exclure de la concession la partie à droite de l'Escaut, traversée par la Haisne. Il en a une sérieuse au contraire d'exclure la partie située à la gauche. Au-delà, la Société Desandrouin-Taffin n'a aucune fosse, ni le long de l'Escaut, ni le long de la Haisne. En deçà, elle a de nombreux travaux qui auraient pu être entravés par des travaux nouveaux, placés de ce côté de la rivière ; deuxièmement, le prince de Croy a cédé son doit de haute-justice sur toute la seigneurie de Condé, et c'est évidemment la concession de cette haute justice qu'il réclame, en demandant celle de sa terre de Condé. Jean-Jacques Desandrouin n'est pas homme à borner ses demandes de façon à laisser à côté de lui une place libre à la concurrence. Il trouvait en effet sa concession de 1717 trop petite, et a réussi à obtenir une concession limitrophe au-delà de la Scarpe, concession dont il n'a rien fait, et qu'il n'a abandonné qu'en étant forcé, comme face à la Compagnie Wuillaume-Turner.
Il aurait certainement réclamé si sa concession de Vieux-Condé se serait arrêtée au pavé de Bonsecours, contrairement à son traité avec le prince, lui qui va détruite la concurrence au-delà de la frontière.

### Destruction de la concurrence
Vers 1744, le baron de Blaton a découvert, sous le terre de ce nom, dans le Hainaut Impérial, sur la frontière, aux limites du bois de Péruwelz, qui fait partie de la seigneurie de Bernissart, du charbon de la nature de celui de Vieux-Condé. Il a cédé son exploitation à M. de Rasse, chaufournier à Tournai, qui la poursuit sous Péruwelz, de société avec le sieur Millendorf, greffier de la Chambre des comptes de Bruxelles.
L'ouverture des mines de charbon à Bernissart, par le chaufournier de Tournai, est une concurrence d'autant plus à redouter pour la Société Desandrouin-Cordier qu'elles s'est formée dans le même but : l'exploitation de la houille et de la chaux. Aussi, elle fait cesser à son profit l'exploitation de MM. Derasse et Millendorf par l'autorité du prince de Croÿ, seigneur de Bernissart. Le prince dispose sans contrôle de ces mines, en vertu des chartes du Hainaut, dans toute leur vigueur primitive, de l'autre côté de la frontière. Il cède à Jean-Jacques Desandrouin son droit d'extraire sur ses seigneuries de Bernissart et de Blaton, par acte du 5 octobre 1753, moyennant une redevance de mille livres jusqu'à l'extraction, et de mille cinq cents livres à partir de cette extraction.
La société de Jean-Jacques Desandrouin et Cordier devenue « compagnie des fosses à charbon de Condé, Vieux-Condé, Bernissart, chauffour de Tournai et dépendances », commence en 1757 des travaux bientôt délaissés. Derasse fait des représentations, demande à exploiter car le prince de Croy n'usait pas de son droit. La Compagnie des mines d'Anzin reprend alors les travaux en 1758, et fait un nouvel accord avec le prince de Croy, moyennant deux mille livres de redevance annuelle, par la convention du 10 décembre 1758.
Une première fosse a été ouverte dans le plaine de Bernissart, en septembre 1754, à l'angle du grand chemin de Condé à Blaton et du chemin de traverse d'Harchies à Condé, mais les eaux se sont mises à inonder le puits. Derasse exploite plus au nord, dans le bois de Carnois. Un des motifs qui a empêché de s'approcher du bois est que l'on a craint de déplaire au prince, « qui était extrêmement jaloux de sa chasse », en établissant un « aller et venir de mineurs et de marchands de charbon ».
Une deuxième fosse est commencée le 14 juin 1758, à la sortie du village allant vers Macou, à l'angle du chemin de Macou à Harchies, et d'un chemin de dirigeant à droite vers le village. On a également dû abandonner ce puits à cause de l'eau, bien qu'il y avait une machine mue par quarante chevaux. Une troisième fosse est placée dans le bois de Péruwelz, sur la direction de la veine découverte par le baron de Blaton, cette veine a été retrouvée. Deux autres fosses ont été creusées à vingt-huit et trente toises de profondeur, la veine a été exploitée par cette fosse et par plusieurs autres moins profondes, sur une étendue d'une lieue environ.
Édouard Grar s'interroge sur le devenir de ces travaux, et ne sait qu'une chose, que la concurrence a été éloignée pendant près d'un siècle. Elle ne réapparaît qu'en 1838, par la formation de la Société de Pommereuil, dans laquelle on voit en tête figurer un des descendants du prince qui l'a empêché de naître, Alfred-François-Frédéric-Philippe de Croÿ-Dülmen, bien que ce descendant soit lui-même intéressé dans la Compagnie des mines d'Anzin qui exploite les mines de Vieux-Condé.

### Contestations
La Compagnie du général Lasalle demande, en 1804, une partie de la concession de Vieux-Condé, en soutenant que la Compagnie des mines d'Anzin en était déchue. Ceux de ses actionnaires qui avaient émigré, dont les actions avaient été confisquées et vendues, et qui réclamaient contre cette vente, se sont joints à la Compagnie Lasalle. La Compagnie des mines d'Anzin est maintenue dans sa concession par arrêt du Conseil d'État de 1806, approuvé par l'empereur Napoléon 1er.
En 1843, les compagnies de Thivencelles, Fresnes-Midi et Condéenne réunies, c'est-à-dire la Compagnie des mines de Thivencelles, prétendent et ont continué à prétendre que tout le territoire de Condé-sur-l'Escaut n'était pas compris dans cette concession, et notamment la partie située entre l'Escaut et la Haisne, et celle située à la droite de la route de Condé.

### Renonciation
L'arrêté du ministre de l'Économie, des Finances et de l'Emploi Christine Lagarde en date du 25 septembre 2007 accepte la renonciation de Charbonnages de France à la concession de Vieux-Condé.

## Travaux réalisés
Un assez grand nombre de fosses ont été ouvertes dans la concession de Vieux-Condé, la première date indique le début du fonçage tandis que la seconde indique la date de fin d'exploitation ou de fermeture (qui peut différer de la date du comblement, usuellement utilisée) : 
- l'avaleresse du Bois de Hurlies (1732-1742, Condé-sur-l'Escaut)
- la fosse Hurbin (1741-1743, Condé-sur-l'Escaut)
- la fosse Gaspard (1743-1746, Vieux-Condé)
- la fosse Huvelle (1746-1750, Vieux-Condé)
- la fosse du Milieu (1747-1750, Vieux-Condé)
- la fosse Balive (1749-1751, Vieux-Condé)
- la fosse des Trois Arbres (1750-1860 et 1750-1848, Vieux-Condé)
- la fosse du Gros Caillou (1752-1787, Vieux-Condé)
- les avaleresses de l'Écarlate (1753-1753, Vieux-Condé)
- la fosse Saint-Thomas (1754-1811, Vieux-Condé)
- la fosse Vieille Machine (1758-1916 et 1758-1823, Vieux-Condé)
- la fosse du Pied (1761-1809, Vieux-Condé)
- la fosse Saint-Roch (1764-1811, Vieux-Condé)
- la fosse Mon Désir (1773-1823 et 1773-1861, Vieux-Condé)
- l'avaleresse Menu Bois (1779-1779, Vieux-Condé)
- la fosse Stanislas (1784-1787, Vieux-Condé)
- la fosse Léonard (1785-1897, Vieux-Condé)
- la fosse de l'Avocat (1787-1789, Vieux-Condé)
- la fosse Saint-Jean (1788-1854, Vieux-Condé)
- l'avaleresse d'Hergnies (1791-1791, Hergnies)
- la fosse Trou Martin (1803-1969, Vieux-Condé)
- la fosse Sainte-Barbe (1804-1835, Vieux-Condé)
- l'avaleresse Saint-Grégoire (1805-1806, Hergnies)
- la fosse d'Hergnies (1806-1854, Hergnies)
- la fosse Marie-Louise (1809-1835, Vieux-Condé)
- la fosse Neuve Machine (1816-1916, Vieux-Condé)
- la fosse Laurent (1833-1884, Hergnies)
- la fosse Amaury (1834-1912, Hergnies)
- la fosse Sophie (1835-1867, Hergnies)
- l'avaleresse Bois du Roi (1843-1854, Condé-sur-l'Escaut)
- l'avaleresse Coq Hardi (1843-1854, Condé-sur-l'Escaut)
- la fosse Vieux-Condé (1854-1972 et 1907-1972, Vieux-Condé)
- la fosse Chabaud-Latour (1873-1910, Condé-sur-l'Escaut)
- la fosse Ledoux (1901-1988 et 1902-1988, Condé-sur-l'Escaut)[I 1]
- la fendue Saint-Georges après la nationalisation, Condé-sur-l'Escaut[I 2]